# Louis Havrincourt
Louis de Cardevaque, markis de Havrincourt, född 1707, död 1767, var en fransk diplomat.
Havrincourt var ambassadör i Stockholm 1749-62, därefter i Haag. Genom sin nära förbindelse med hattpartiets ledning utövade han starkt inflytande på svensk politik. När partiets ställning efter Sveriges deltagande i sjuårskriget försvagades, hemkallades han på egen begäran.